# Kreuzung (Genetik)

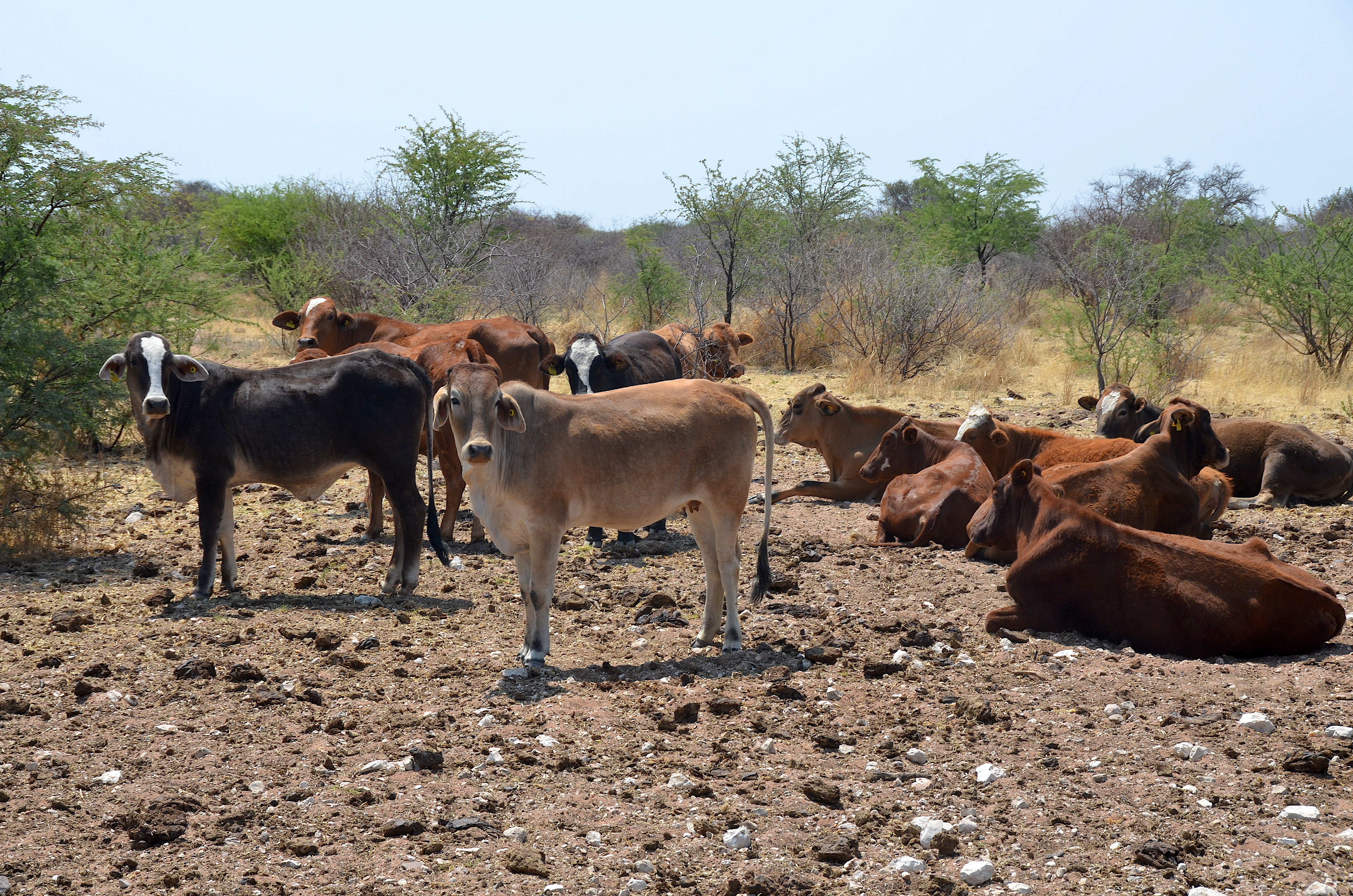
Kreuzungen verschiedener Rinder-Rassen sind in Namibia sehr erfolgreich. Hier zwischen Brahmanen, Hereford, Simbra und Braunvieh

Kreuzung ist ein Begriff aus der Genetik. Bei Pflanzen und Tieren wird einerseits die geschlechtliche Fortpflanzung zwischen zwei genetisch verschiedenen, aber relativ nahe verwandten Arten, Unterarten oder Sorten (bei Pflanzen) beziehungsweise Rassen (bei Tieren) bezeichnet, andererseits auch deren Ergebnis Kreuzung genannt.
Von diesem Sprachgebrauch abweichend wird der Ausdruck bei Pilzen für jede sexuelle Vermehrung verwendet, bei der haploide Individuen verschiedener Kreuzungstypen diploide Sporen hervorbringen. Eine Kreuzung ist hier also jede sexuelle Vermehrung unter Beteiligung kompatibler, genetisch verschiedener, (heterothallischer) Individuen, wobei es weit mehr solcher Kreuzungstypen geben kann als nur die sonst üblichen beiden Geschlechter.
Bei Pflanzen und Tieren beziehen sich die Begriffe Kreuzung und kreuzen in der Regel auf kontrollierte Fortpflanzung im Rahmen der Zucht oder bei Kreuzungs-Experimenten. Die „natürliche Kreuzung“ unterschiedlicher genetischer Linien, durch die Hybride mit gemischter Merkmalsausprägung, d. h. intermediären Eigenschaften, entstehen, wird meist Hybridisierung genannt. Sowohl in natürlichen Populationen wie bei der Zucht bedeutsam ist eine, eventuell außergewöhnliche und seltene, Hybridisierung mit anschließender Rückkreuzung mit einer der Elternarten, so dass genetisches Material von der zweiten Linie auf die erste übertragen werden kann; dies wird Introgression genannt.
Kreuzungen sind innerhalb einer biologischen Art in der Regel problemlos möglich. Bei Kreuzungen zwischen verschiedenen Arten (interspezifische Kreuzung) sind häufig Kreuzungsbarrieren zu beobachten, die eine Kreuzung erschweren oder unmöglich machen. Unter Umständen ist sie etwa nur in einer Richtung, mit weiblichen Keimzellen der einen und männlichen der anderen Art, möglich, während Kreuzungen in die andere Richtung erfolglos bleiben. Diese Kreuzungsbarrieren führen zur (reproduktiven) Isolation, in der Populationsgenetik und Evolutionsbiologie spricht man von Isolationsmechanismen. Populationen ohne Kreuzungsbarrieren zwischen ihnen bilden einen gemeinsamen Genpool aus.
Der Mensch bedient sich in der Zucht seit Jahrtausenden der Kreuzung, um neue Arten, Pflanzensorten oder Rassen von Nutztieren (also „Kreuzungen“) zu erzeugen. Den Abkömmling aus einer Kreuzung von Individuen, die unterschiedlichen Arten (sehr selten sogar unterschiedlicher Gattungen), Unterarten oder Zuchtlinien angehören können, nennt man (die) Hybride.
Erste Gesetzmäßigkeiten in der Vererbung von Eigenschaften zeigte Gregor Mendel 1865 auf. Die Ergebnisse seiner Kreuzungsexperimente mit Erbsenpflanzen führten ihn zu der Erkenntnis, dass die Vererbung von Merkmalen in Form mathematischer Mengenverhältnisse beschrieben werden kann. Diese mendelschen Vererbungsregeln sind bis heute anwendbar. Sie sind als Basis der Genetik in die Geschichte eingegangen.
Die Kreuzungsversuche wurden von Thomas Hunt Morgan mit Versuchen an der Taufliege Drosophila melanogaster erweitert. Mit Hilfe dieser Erkenntnisse konnte sein Mitarbeiter und Schüler Alfred Sturtevant 1913 die erste Genkarte aufbauen.